# Pierre Jubinville
Pierre Laurent Jubinville CSSp (ur. 5 sierpnia 1960 w Ottawie) – kanadyjski duchowny rzymskokatolicki posługujący w Paragwaju, od 2013 biskup San Pedro, od 2018 wiceprzewodniczący Konferencji Episkopatu Paragwaju.

## Życiorys
Święcenia prezbiteratu przyjął 17 września 1988 w zakonie duchaczy. Po święceniach studiował nauki religijne w Paryżu, a w 1990 został skierowany do pracy duszpasterskiej na terenie Meksyku. W 1991 został przeniesiony do Paragwaju i przez kilka lat pracował w zakonnych parafiach. W latach 1999-2010 był wychowawcą postulantów w Asunción, a przez kolejne dwa lata kierował duchackim klasztorem w tymże mieście. W 2012 został pierwszym asystentem generalnym duchaczy.
6 listopada 2013 został mianowany biskupem San Pedro. Sakry biskupiej udzielił mu 21 grudnia 2013 biskup polowy Paragwaju, Adalberto Martínez.
W 2018 został wybrany wiceprzewodniczącym paragwajskiej Konferencji Episkopatu.